# Bembix venusta
Bembix venusta  (лат.) — вид песочных ос рода Bembix из подсемейства Bembicinae (Crabronidae). Обнаружены в южной Африке: Мозамбик, ЮАР. Среднего размера осы: длина тела около 2 см. Тело коренастое, чёрное с развитым жёлтым рисунком. Лабрум вытянут вперёд подобно клюву. Гнездятся в почве. Ассоциированы с растениями 3 семейств: Amaranthaceae (Hermbstaedtia odorata (Burch.) T. Cooke); Asteraceae (Gazania pectidea (DC.) Harv.); Lamiaceae (Leucas pechuelii (Kuntze) Guerke). В качестве добычи отмечены мухи из семейства Bombyliidae. Таксон был впервые описан в 1929 году южноафриканским энтомологом Дж. Арнольдом (G. Arnold) по материалам из Намибии
.